# مری کورنمن
مری کورنمن (انگلیسی: Mary Kornman؛ ۲۷ دسامبر ۱۹۱۵ – ۱ ژوئن ۱۹۷۳) بازیگر اهل ایالات متحده آمریکا بود. وی بین سال‌های ۱۹۲۲ تا ۱۹۴۰ میلادی فعالیت می‌کرد.

## گزیده فیلم‌شناسی
- بیگ شو (۱۹۲۳)
- تلفات جنگ! (۱۹۲۳)
- بوکانیرها (۱۹۲۴)
- کک‌های جنجال‌آفرین (۱۹۲۶)
- تجارت میمون (۱۹۲۶)
- من و رفیقم (۱۹۳۳)